# 倒披针叶风毛菊
倒披针叶风毛菊（学名：Saussurea nimborum）为菊科风毛菊属的植物。分布于印度、锡金以及中国大陆的西藏等地，生长于海拔4,500米至5,000米的地区，多生长在山坡草丛中及河滩草地，目前尚未由人工引种栽培。